# Quincy Hall
Quincy Hall (født 1998) er en amerikansk atlet, der konkurrerer i sprint.
Han repræsenterede sit land under sommer-OL 2024 i Paris på 400 meter og vandt guld.